# Zuid-Willemsvaart
De Zuid-Willemsvaart is een kanaal in de provincies Nederlands-Limburg, Belgisch-Limburg en Noord-Brabant. Het dient als lateraalkanaal van de Maas. Verschillende andere belangrijke waterwegen sluiten erop aan, onder meer de overige Kempische kanalen en het Wilhelminakanaal. Op zijn bijna 122 km lange traject passeert de Zuid-Willemsvaart steden zoals Maastricht, Maasmechelen, Bree, Weert, Helmond en 's-Hertogenbosch.

## Geschiedenis
De Zuid-Willemsvaart is vernoemd naar koning Willem I van het Verenigd Koninkrijk der Nederlanden, een van de voortrekkers van het project. Een uitbreiding van de belangrijkste vervoerswegen, indertijd de waterwegen, moest de ontsluiting van het Zuiden en de handel in het Noorden bevorderen. De "Willemsvaart" ging bijvoorbeeld een korter en vooral betrouwbaarder alternatief voor de Maas vormen, tot dan de belangrijkste verbinding tussen de industrie rondom Luik en de grote handelsplaatsen. De ontsluiting van de tussenliggende gebieden speelde nauwelijks een rol; bijna overal ging het kanaal aan de toenmalige bebouwing voorbij.
Voor de eerste helft van het traject werden onderdelen van het grand Canal du Nord hergebruikt. Het ging hierbij om het voedingskanaal Smeermaas–Lozen, mits het vergroot en tot Maastricht doorgetrokken werd, en een gedeelte van het hoofdkanaal, dat daarentegen nauwelijks aanpassingen behoefde. De ingenieurs konden het hoofdkanaal in westelijke of oostelijke richting volgen, tot aan het nieuwe kanaaldeel dat resp. in Neerpelt (dal van de Dommel) of Nederweert (dal van de Aa) moest vertrekken. Al sinds 1573 waren diverse kanalisaties van deze rivieren voorgesteld. De tweede, nochtans langere, optie werd om drie redenen gekozen: de stad Weert had nog geen aansluiting op het waterwegennet, de onteigeningen langs de Dommel waren duurder dan die langs de Aa, de Peel zou gemakkelijker turf kunnen afvoeren.
In 1818 verscheen het Koninklijk besluit tot de aanleg van een kanaal Luik–'s-Hertogenbosch. Het daaropvolgende jaar ontwierp de hoofdingenieur van de Rijkswaterstaat, A.F. Goudriaan, het projectplan. Het definitieve plan kreeg de goedkeuring op 6 augustus 1821. De latere Zuid-Willemsvaart werd in drie gedeeltes verdeeld, onder leiding van de ingenieurs B.H. Goudriaan, de zoon van A.F. Goudriaan, (Maastricht–Lozen), De Sermoise (Lozen–Helmond) en Goekoop (Helmond–Crèvecœur).
Eind 1822 vatten de eerste werkzaamheden aan. Het laagste gedeelte werd op 31 mei 1825 geopend, de hogere gedeeltes op 24 augustus 1826. Het vergoeden van o.m. de onteigeningen zou wel nog enkele jaren aanslepen. Het nieuwe kanaal werd intensief gebruikt voor handelsgoederen, maar ook door passagiersboten die pas na 1870 zouden verdwijnen als gevolg van de concurrentie door de spoorwegen en de streektrams.
De Zuid-Willemsvaart maakte deel uit van de verdediging van het Belgisch grondgebied tijdens de eerste dagen van de Tweede Wereldoorlog. Bree en Bocholt ontsnapten aan grote oorlogsschade op 10 en 11 mei 1940.

## Technische gegevens
De oorspronkelijke Zuid-Willemsvaart legde 123 km af, maar latere verleggingen zorgden voor een verkorting van ±1 km. Het totale hoogteverschil bedraagt 39,25 m. De toenmalige techniek liet sluizen met een verval van 2 m toe; zo kwam men tot negentien sluizen, plus twee sluizen op begin- (#20 tussen de Maas en het Bassin) en eindpunt (#0 tussen de stadsgrachten van 's-Hertogenbosch en de Dieze). Drie sluizen in de omgeving van Helmond worden sinds 1993 vervangen door één sluis.
Het oorspronkelijke kanaal werd met de hand gegraven, door enkele honderden kanaalarbeiders die vaak van buiten de streek kwamen. Toch bleven de kosten, in vergelijking met de infrastructuurwerken van tegenwoordig, laag: 4,45 miljoen gulden, wat toen evenveel waard was als 45 miljoen euro vandaag. Dit is omdat de standaardbreedte en -diepte van waterwegen indertijd veel kleiner waren dan nu.
Het kanaal stroomt door de volgende steden en gemeenten:
- in Nederlands Zuid-Limburg (3,0 km): Maastricht
- in Belgisch-Limburg (43,8 km): Lanaken, Maasmechelen, Dilsen-Stokkem, Maaseik, Bree, Bocholt
- in Nederlands Midden-Limburg (20,0 km): Weert, Nederweert
- in Noord-Brabant (55,1 km): Someren, Helmond, Laarbeek, Meierijstad, Sint-Michielsgestel, 's-Hertogenbosch

Het sluit tevens aan op de volgende waterlichamen:
- het Bassin, het Voedingskanaal en het Afvoerkanaal in Maastricht
- het Kanaal Briegden-Neerharen in Neerharen
- het Kanaal Bocholt-Herentals in Bocholt
- het Kanaal Wessem-Nederweert en de Noordervaart in Nederweert
- het Eindhovens Kanaal in Helmond
- het Wilhelminakanaal in Aarle-Rixtel
- de Haven van Veghel in Veghel
- het Máximakanaal in Den Dungen
- de gekanaliseerde Dieze ter hoogte van Fort Papenbril

## Latere aanpassingen

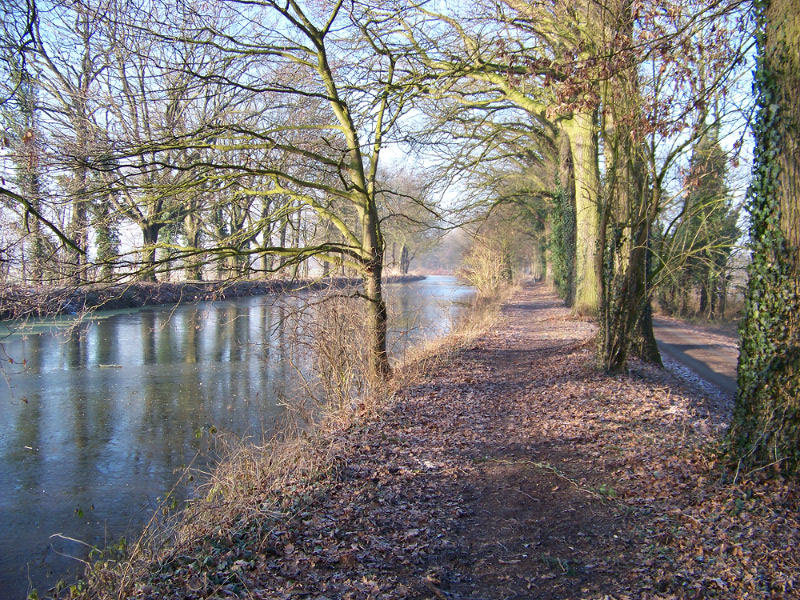
Afgesneden gedeelte (situatie van ±1850) ten noorden van Beek

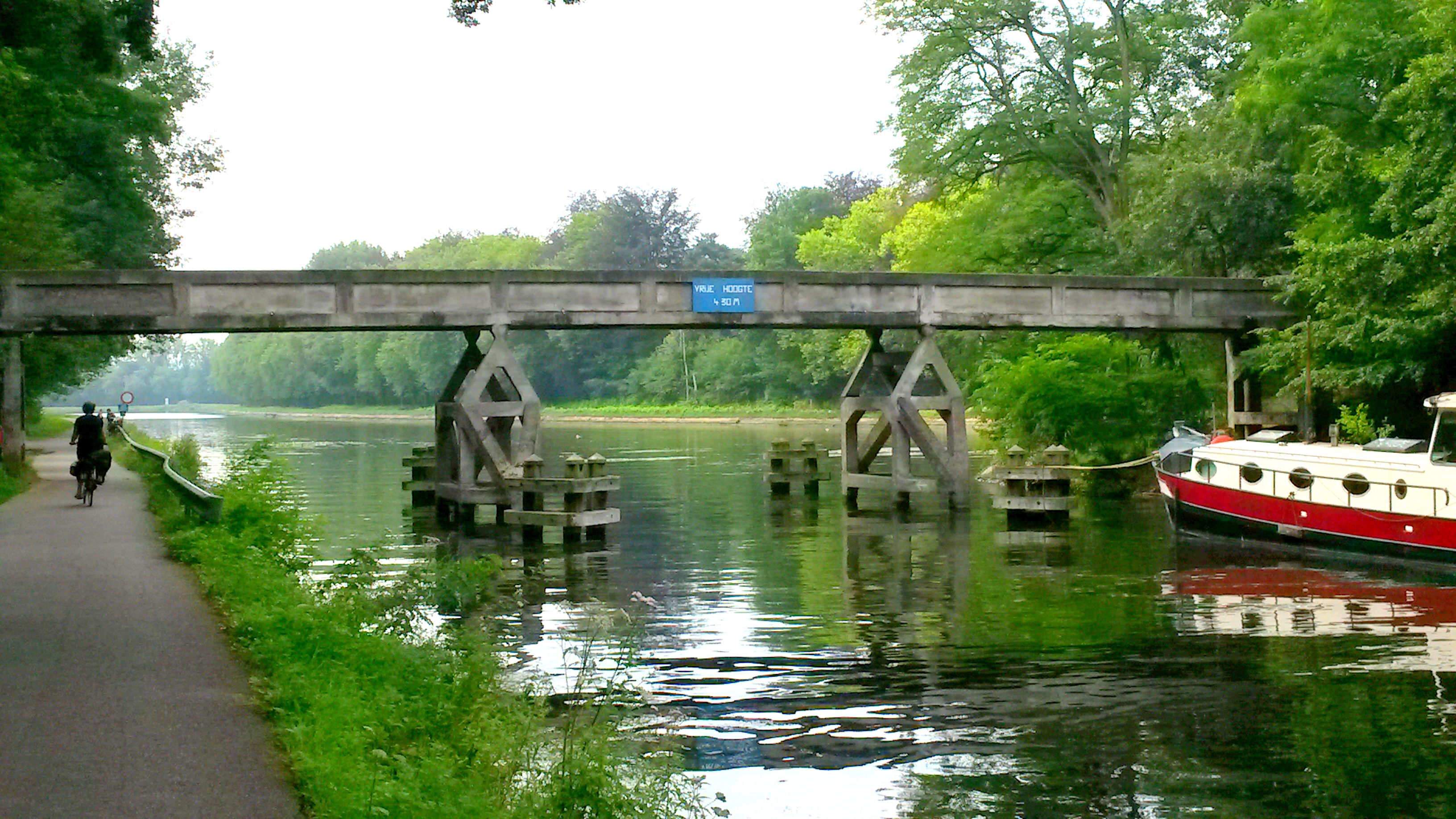
Samenvloeiing van de oude en nieuwe kanaalarm in Neeroeteren

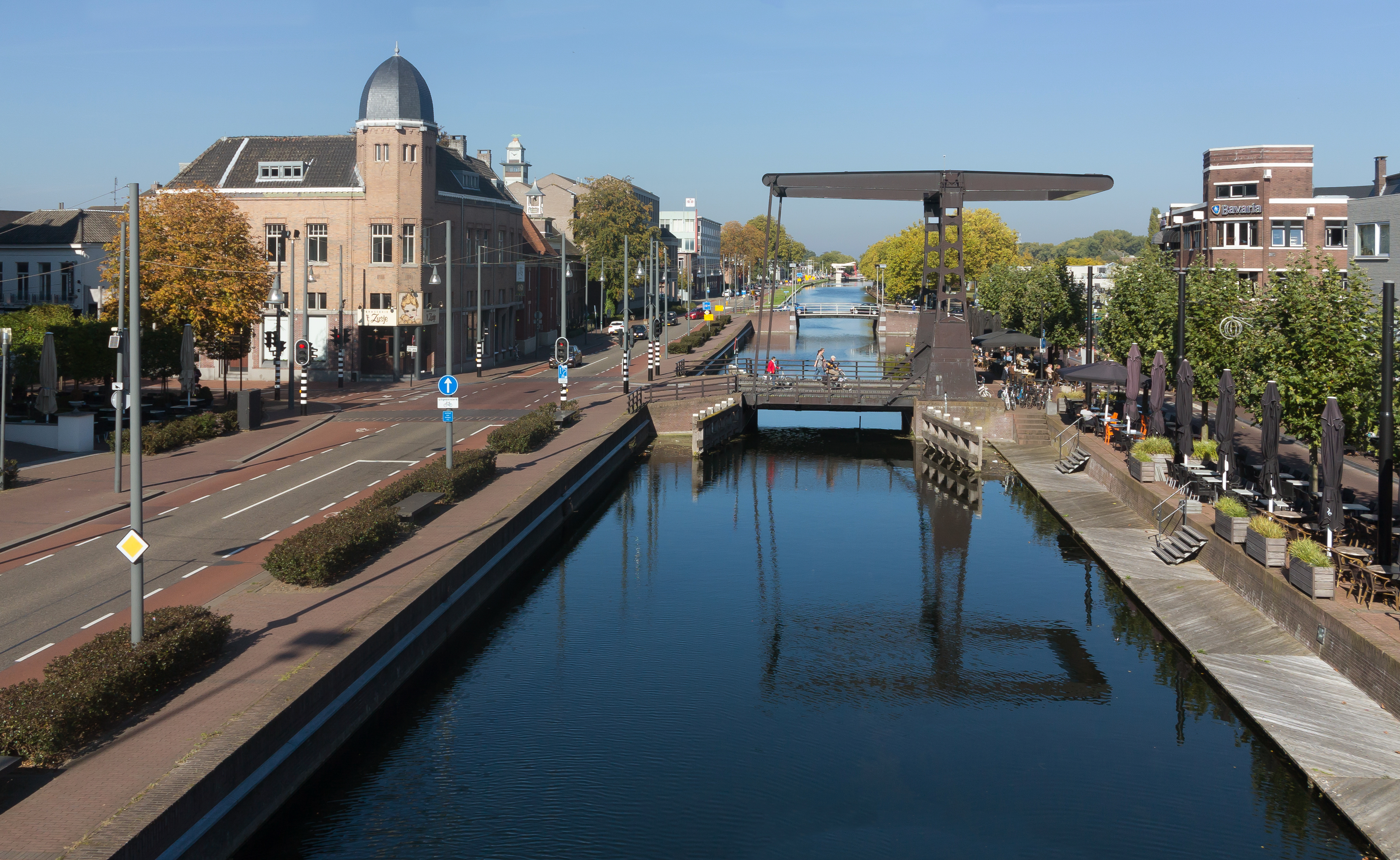
Het oude kanaaldeel in Helmond

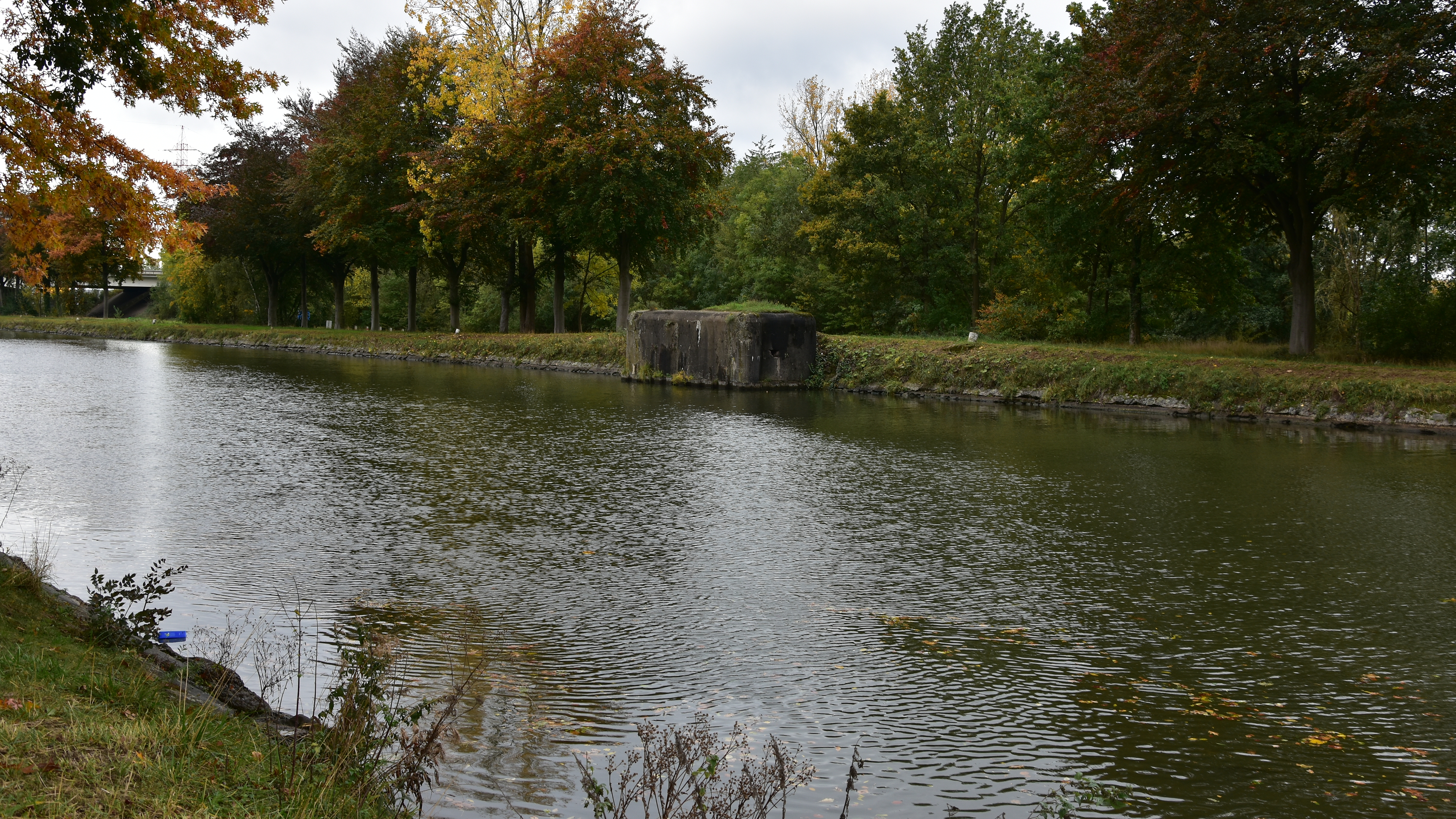
Mitrailleurbunker uit de jaren 1930 te Mechelen-aan-de-Maas

### Breedte
In de bijna twee eeuwen van zijn bestaan is het kanaal danig veranderd. Het oorspronkelijke kanaal was aan het wateroppervlak 10 m breed. Het Belgische deel werd al in de jaren 1840 verbreed, toen het tevens verlengd werd naar Luik en Herentals. De nieuwe breedte was ±25 m. Het Nederlandse gedeelte werd tussen 1890 en 1900 gemoderniseerd. Een derde verbreding en verdieping vond plaats in aanloop naar de steenkoolwinning in Zuid-Limburg en in Eisden: in de jaren 1920 op enkele Nederlandse gedeeltes, tussen 1930 en 1935 op het Belgische gedeelte. Een groot deel van het kanaal was voortaan 30 tot 40 m breed.

### Verloop
Op diverse plaatsen heeft het kanaal een ander verloop gekregen. Op het Belgische gedeelte werden, tijdens de modernisering van 1930-5, vier voor het transport hinderlijke bochten afgesneden dankzij de doorsteken bij Lanklaar, Neeroeteren, Voorshoven en Kreyel. De oude kanaalarmen bleven in de staat van ±1850. In Maastricht werd veel scheepvaart buiten de stad gehouden dankzij het Afvoerkanaal (jaren 1930), een nieuwe verbinding naar de Maas en het Julianakanaal.
Van zes decennia later stamt de omleiding van Helmond. Het oude kanaal sneed deze stad in tweeën en de veel gebruikte hefbruggen veroorzaakten lange wachttijden. Daarom werd in 1975 tot een verlegging besloten. Het fiat volgde in 1982. Wegens beperkte financiële middelen moest Rijkswaterstaat het project in 25 stukken opdelen. De conjunctuur speelde in het voordeel: in 1985 brak een laagconjunctuur aan die de prijzen deed dalen en de concurrentie deed toenemen. Desondanks vergden de werkzaamheden meer dan de voorziene vijf jaar, doordat de Oosterscheldekering meer geld opslokte dan verwacht. Eind 1993 was de omleiding eindelijk voltooid.
Bij de aanleg van de omleiding moest men ook de Nieuwe Aa aanpakken, de loop die de Aa had gekregen toen haar bedding door Helmond werd ingenomen door de oude Zuid-Willemsvaart. Nu lag ook de Nieuwe Aa in de weg van het kanaal, namelijk tussen Rijpel en Scheepstal. De Nieuwe Aa moest dus een nieuwe loop op de westoever van de omleiding krijgen. Uit kostenoverwegingen werd een nieuwe loop geschrapt. Zo komt het dat de Nieuwe Aa nu uitmondt in de omleiding (in Brouwhuis), 6 km lang samenvalt met de omleiding en weer aftakt (tussen Aarle-Rixtel en Beek).
Bij 's-Hertogenbosch loopt de vaart tevens door de stad wat daar vanwege het vele kruisende wegverkeer voor hinder zorgt. Hier is in 2014 ook een omlegging aangelegd.

### Sluizen
Door het Maastractaat (1863) verwierf Nederland de controle over het pand in Maastricht: de watervoorziening gebeurde niet meer vanuit een voedingskanaal bij Hocht maar vanuit het Voedingskanaal in Maastricht, en sluis #19 lag niet meer in Hocht maar op het Bosscherveld. Ondanks de controle kwam er geen einde aan de grootschalige aftapping van Maaswater door België, nefast voor de Nederlandse scheepvaart.
Ook de sluis van Nederweert (#15) werd stroomopwaarts verplaatst (1921), zodat het stukje Roeven–Nederweert tot het waterpeil van het nieuwe Kanaal Wessem-Nederweert verlaagd kon worden. Schepen van/naar het Julianakanaal vermeden zo twee sluizen. De hogere Noordervaart wordt nog steeds van water uit de Zuid-Willemsvaart voorzien, door middel van een voedingsgracht Roeven–Hulsen.
Dankzij de omleiding van Helmond worden de drie kleine sluizen in de buurt van deze stad (#7, 8 en 9) gemeden. Deze drie sluizen worden bovendien vervangen door slechts één sluis (Brouwhuis), wat tijdwinst oplevert.
Ook de sluizen bij Veghel (#4, 5 en 6) waren aan modernisering toe. De werken begonnen in 2008 met de sanering van de vervuilde westoever bij sluis 6. Vervolgens werden de nieuwe sluizen gebouwd, waarna de oude sluizen afgebroken werden. Na voltooiing waren de sluizen drie maanden lang gestremd, maar sinds 3 mei 2010 zijn ze open voor de scheepvaart. De bediening gebeurt vanuit een centraal punt in Schijndel.

## Bruggen
Voor een compleet overzicht van alle bruggen:

## Zuid-Willemsvaart te Eisden

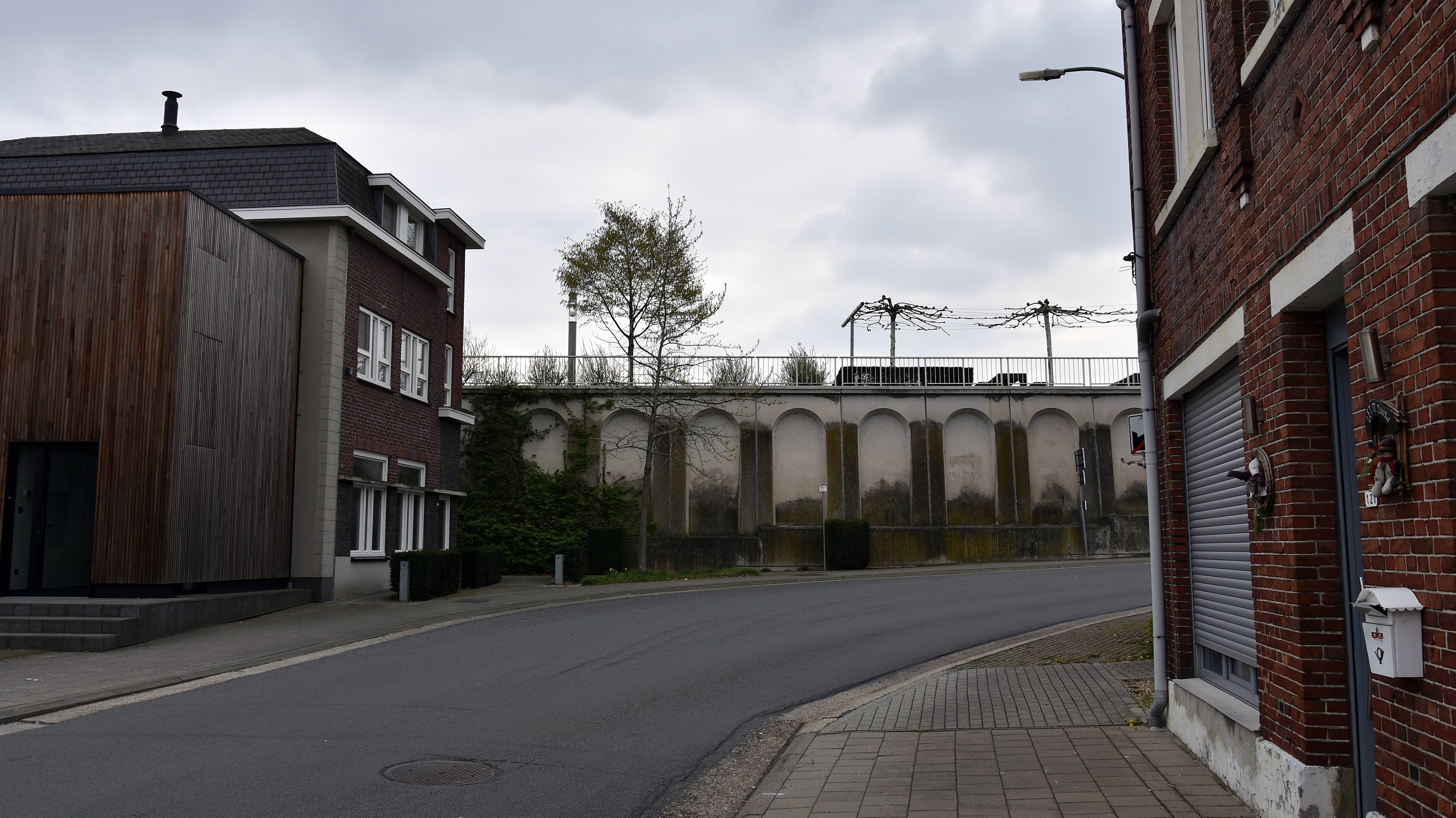
De weermuur aan het kanaal te Eisden

De exploitatie van steenkool door de steenkoolmijn van Eisden deed het kanaal in Eisden verzakken en verplichtte tot de verhogingen van de dijk en de bouw van een metershoge weermuur aan de Langstraat in Eisden. Ook de vaargeul werd opgevuld omdat de druk op de dijk bij te diepe water te hoog zou worden. Bij het Greven werd er zelfs meer opgevuld dan oorspronkelijk uitgegraven.

## Watersport
De Zuid-Willemsvaart wordt door verschillende sportverenigingen gebruikt voor recreatie en wedstrijden. Zo roeit de roeivereniging M.S.R.V. Saurus op het gedeelte ten noorden van Maastricht. Ook in Weert is er een roeivereniging op het kanaal actief.